# 横山桥镇
横山桥镇，是中华人民共和国江苏省常州市武进区下辖的一个乡镇级行政单位。

## 行政区划
横山桥镇下辖以下地区：
横山桥社区（含横山桥村村委）、新安社区（含新安村村委）、芙蓉社区（含芙蓉村村委）、西崦社区、东洲村、芳茂村、星辰村、省庄村、金丰村、奚巷村、五一村、东城湾村、东风村、双庙村、东周村、东柳塘村、西柳塘村、梁家桥村、蓉湖村和朝阳村。